# Faust (Avenarius)
Faust. Ein Spiel ist ein Drama in fünf Akten (Handlungen) und einem Vorspiel von Ferdinand Avenarius. Es ist vorwiegend in Blankversen geschrieben. Der Erstdruck erfolgte 1919.

## Inhalt

### Vorspiel
Das Drama ist als Fortsetzung von Goethes Faust I angelegt und setzt unmittelbar danach ein. Ein Mönch (der Bruder) führt den ermatteten Faust in einer Sturmnacht in einen Unterschlupf. Er will ihn am nächsten Tag nach Rom begleiten, wo Faust für seine Taten büßen will. Während der Nachtruhe dringt eine Stimme auf Faust ein, offenbar die Gretchens, zwei Wochen nach ihrem Henkerstod, zu dem sie als Kindsmörderin verurteilt wurde. Plötzlich taucht auch Mephistopheles auf, der Faust an seine großen Ambitionen erinnert und ihn nun verhöhnt, da er büßen wolle. Faust weckt den Mönch und mahnt zum Aufbruch. Mephistopheles will den beiden folgen, doch der Mönch bannt ihn mit dem Kreuz.

### Erste Handlung
Karneval in Rom, buntes Treiben. Faust kommt in der Stadt an und wird vom Prinzen als Gast empfangen. Sechs Freunde des Prinzen werden ihm vorgestellt: ein Baumeister, ein Humanist, ein Maler, ein Forscher, ein Lehrer, ein Poet. Gemeinsam fachsimpeln sie über eine neugefundene Statue des Eros, als ein weiterer Gast eintrifft und sie zum Kapitol ruft, wo „ein jugendliches Römerweib / im Tod“ gefunden wurde, das die Jahrhunderte hindurch mit ihrem Antlitz überdauert hat.
Es stellt sich heraus, dass es sich um Helena handelt. Ein Hauptmann der Schweizergarde drängt das neugierige Volk vom Marmorsarkophag zurück und schließt den Raum. Dort taucht plötzlich Mephistopheles aus einer Stichflamme auf, beginnt Helena zu beschwören und zum Leben zu erwecken: „Helena, steh auf!“ Nach der Wiedererweckung gibt sich Mephistopheles als morgenländischer Arzt aus.
Auf einem Spaziergang diskutieren Faust und Helena über seine vergangenheitsbewusste Geistesschwere und ihre Unbeschwertheit, die kein Gestern, sondern nur ein Heute kennt. In seinem Garten hält der Prinz eine Ansprache an Helena, schließlich erscheint auch der Papst und unterredet sich mit ihr. Als Faust sich nachts ihrer versichern will, erzählt sie ihm, dass auch der Prinz und der Papst sie sehen wollen. Faust ist erbost und sticht mit einem Dolch nach ihr, der aber zerbricht. Außerdem erstarrt Helena zu einer Statue, während Mephistopheles mit schallendem Gelächter auf der Szene erscheint. Er hat Faust wieder seine Schwäche vorgeführt. Faust befiehlt Mephistopheles kraft ihres Vertrages, dass er verschwinde.

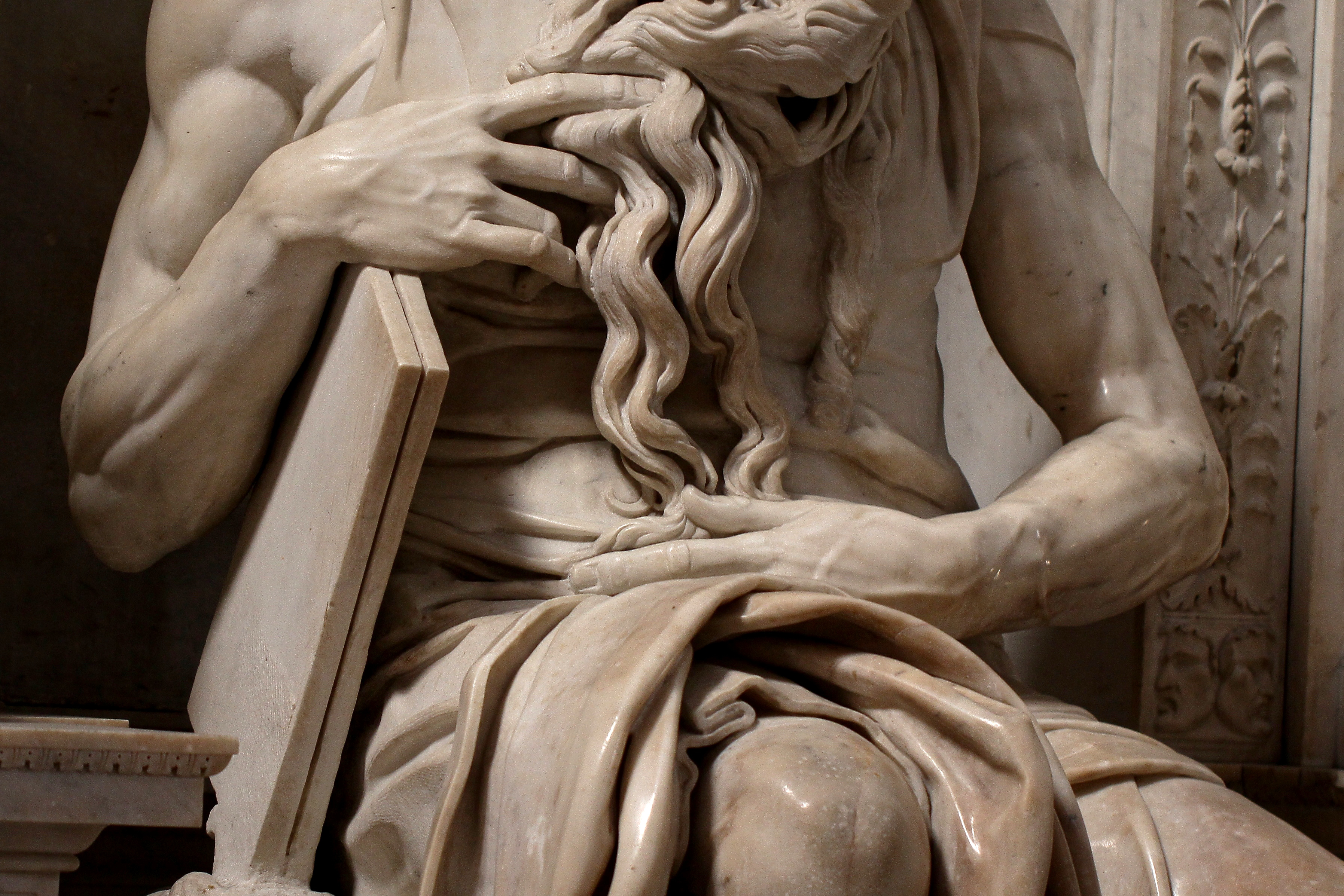
Gewand der Moses-Statue.

Der Mönch (Bruder) hat Faust wiedergefunden. Sie begeben sich in die Kirche San Pietro in Vincoli. Der Mönch betet, Faust hingegen trifft auf den greisen Michelangelo, der gerade am Gewand seiner Moses-Statue meißelt, und stellt ihm Fragen nach Glück und Erfüllung. Die Antworten Michelangelos sind unverständlich für den Mönch, er drängt zum Aufbruch.

### Zweite Handlung
In einer deutschen Universitätsstadt trifft Faust auf seinen alten Professor, der gerade mit seinen Studenten eine Leiche seziert. Den Einspruch des Domherrn, dass diese Leiche der Kirche gehöre, wiegelt der Professor ab. Nachdem er seine Studenten in die Sommerferien geschickt hat, spricht er mit Faust über beider Auffassungen ihres Berufs als Wissenschaftler. Ein Bote tritt ein und überbringt ein Buch mit Tabellen und Gleichungen, das von einem alten Bekannten des Professors stammt, der inzwischen verstorben ist. Der Professor und Faust rechnen einige Sachen nach, als plötzlich der Domherr mit Dienern der Inquisition hereintritt. Der Professor verkündet, dass er nun den wissenschaftlichen Beweis habe, dass sich die Erde um die Sonne dreht. Der Domherr lässt ihn abführen, Faust bleibt zurück.

### Dritte Handlung
Ein Prädikant hält vor Bauern eine Rede über die Zumutungen durch die Obrigkeit. Da erscheinen fünf bischöfliche Reiter, die einen gefangenen Bauern mitführen, den sie schikanieren.
In seiner Predigt in der Hochschulkirche rechtfertigt der Domherr die Verhaftung des Professors. Faust widerspricht ihm mitten in der Predigt. Der erzürnte Domherr will ihn ergreifen lassen, doch wird Faust von den Studenten nicht nur geschützt, sondern auch zur Kanzel geleitet, wo er zur Tat aufruft, und die Studenten schwören ihm, diesen Aufruf zu befolgen.
Faust wartet mit einem abtrünnigen Ritter-Hauptmann in einer Landschulstube auf die Führer des Bauernheeres (Bundschuh-Bewegung). Als sie eintreffen, beratschlagen sie, wer den Sturm auf die Burg Grafenstein führen soll. Sie stimmen für den neu hinzugekommenen Deix. Dieser stellt sich jedoch als Mephistopheles heraus. Die von ihm geführte Bauerntruppe hat erfolgreich die Burg eingenommen, Mephistopheles hat die anschließende Brandschatzung geschehen lassen, gegen den Protest einiger weniger. Die Situation gerät außer Kontrolle, gerade als die Menge den Pfaffen verbrennen will, taucht Faust auf. Er erinnert Mephistopheles an ihrem Pakt und befiehlt ihm, dem Treiben Einhalt zu gebieten. Außerdem verlangt er, vor den Kaiser gebracht zu werden.

### Vierte Handlung
Der junge Kaiser hält Audienz in einer Reichsstadt. An seiner Seite ist Mephistopheles, der sich als Narr angedient hat. Der Kanzler leitet die Audienz, ihm gefällt die Präsenz von Mephistopheles gar nicht.
Schatzmeister und Prälat machen ihre Vorträge, es folgt der Hauptmann, der auf den noch tobenden Bauernkampf hinweist. Schließlich wird ein Abenteurer hereingeführt, der bei der Eroberung eines überseeischen Goldlandes dabei war. Er erzählt desillusioniert von der brutalen Missionierung der Einheimischen und dem Goldraub, sodass der junge Kaiser nicht weiß, wie er sich dazu verhalten soll. Um das Thema zu wechseln, schlägt Narr-Mephistopheles vor, Faust vorzulassen. Dieser schildert die Lage der Bauern und erinnert den Kaiser an sein Versprechen, als „Volkskaiser“ zum Wohle aller zu regieren. Doch sein Bitten verhallt, schließlich wird die Audienz beendet.
Der Kanzler bleibt mit Faust zurück. Faust stellt den Kanzler zur Rede, dessen zynische Weltsicht ihn wahnsinnig macht. Als Faust abgeführt werden soll, erscheint ihm eine teuflische Stimme, die ihm die Macht auf Erden anbietet, doch Faust kann sich nicht entschließen, das Böse anzubeten.

### Fünfte Handlung
An einem Berghang rastet der abtrünnige Ritter-Hauptmann mit den letzten Überlebenden der Aufrührer. Sie erfahren, dass ihr geplanter Rückzugsort, die Burg des Ritters, in Flammen steht. Inzwischen trifft die Nachricht ein, dass der Professor hingerichtet wurde. Als sich alle zur Nachtruhe begeben haben, erscheint Faust ein letztes Mal Gretchens Gestalt, die sich von ihm verabschiedet. Dann taucht Mephistopheles auf. Gemeinsam mit Faust lässt er die Menschheitsgeschichte Revue passieren. Mephistopheles triumphiert angesichts der Schlechtigkeiten auf der Welt, die nicht vom Teufel, sondern von der Menschheit selbst hervorgerufen wurden. Ein „riesengroßes wahnsinnverzerrtes Menschengesicht“ taucht am Horizont auf, „der heiligen Menschheit Haupt“. Faust spricht das Gesicht an, das näher kommt und dabei freundlichere Züge annimmt und zu einem „überaus edeln Haupt“ wird, „das an den Goethe seiner reifsten Zeit erinnern mag“. Faust erkennt:
Und selbst wenn mordend sich die Welt zerfleischt,

Ist Sehnen drin, das Recht und Frieden heischt …
Mephistopheles wird rasend, er schlägt Faust aufs Herz und verschwindet. Faust stirbt optimistisch:
Das traf den Leib, die Seele traf es nicht!

Er ist erlebt, der höchste Augenblick

Und gütig zieht den Leib zur sanften Erde

Das Alles neu verwandelnde Geschick.
Dieser programmatische Schluss verweist auch auf die Widmung zurück, die Avenarius dem Band vorangestellt hat: „Den Werdenden“.

## Ausgaben
- Faust. Ein Spiel bei Zeno.org
- Faust. Ein Spiel. Hrsg. vom Kunstwart im Kunstverlage von Georg D. W. Callwey zu München, 1919. Viertes Tausend. (online im Internet Archive)